# Cerkiew św. Paraskiewy w Jeroskipu
Cerkiew św. Paraskiewy w Jeroskipu – prawosławna świątynia w Jeroskipu pod wezwaniem świętej Paraskiewy, należąca do metropolii Pafos Cypryjskiego Kościoła Prawosławnego. Trójnawowy kościół ma pięć kopuł i stanowi przykład IX-wiecznej bizantyńskiej architektury sakralnej. Jest uważany za jeden z najciekawszych bizantyńskich kościołów na Cyprze. 
Istnieje domniemanie, że kościół powstał na miejscu świątyni poświęconej szczególnie czczonej na Cyprze Afrodycie (Jeroskipu jest wiązane ze świętymi ogrodami bogini), ale nie udało się tej hipotezy potwierdzić. Możliwe też, że pierwotnie nosił wezwanie Świętego Krzyża.

## Architektura

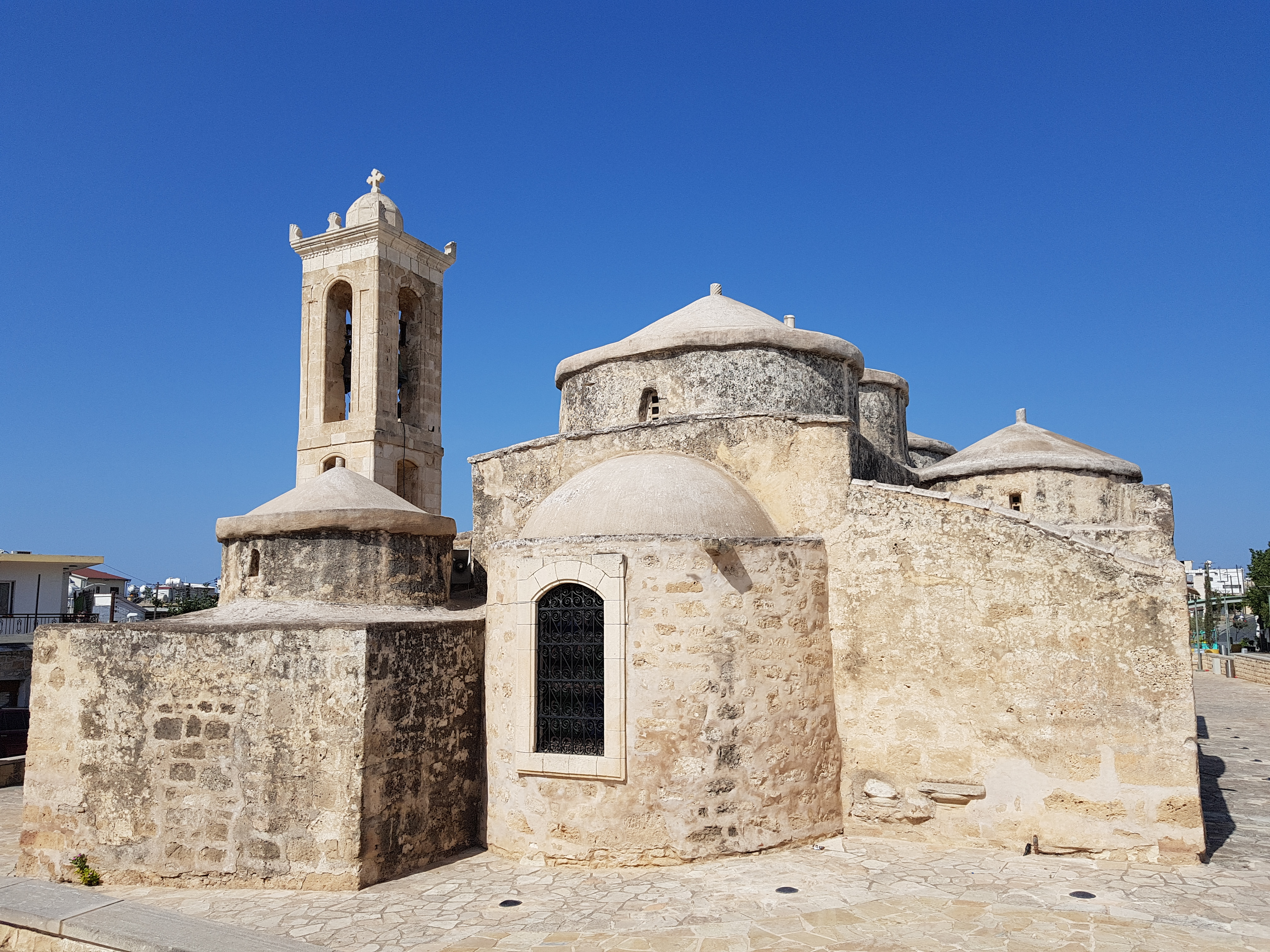
Cerkiew od strony wschodniej: widoczna apsyda nawy głównej oraz narożna kaplica

Orientowana cerkiew ma formę bazyliki z trzema nawami o kolebkowym sklepieniu. Pięć kopuł jest rozmieszczonych na planie krzyża, trzy znajdują się nad nawą główną, dwie nad nawami bocznymi, na północ i południe od centralnej, największej kopuły. Zbliżoną budowę ma kościół św. Barnaby i Hilariona w Peristeronie i – w mniejszym stopniu – cerkiew św. Łazarza w Larnace.   
W południowo-wschodnim rogu znajduje się niewielka kwadratowa kaplica z czterema apsydami, także przykryta kopułą (apsydy są niewidoczne z zewnątrz, gdyż obudowano je murem). Być może było to wczesnochrześcijańskie martyrium z relikwiami świętego lub baptysterium. 
Prawdopodobnie w XIX wieku zburzono zachodnią ścianę i rozbudowano kościół.

## Wnętrze

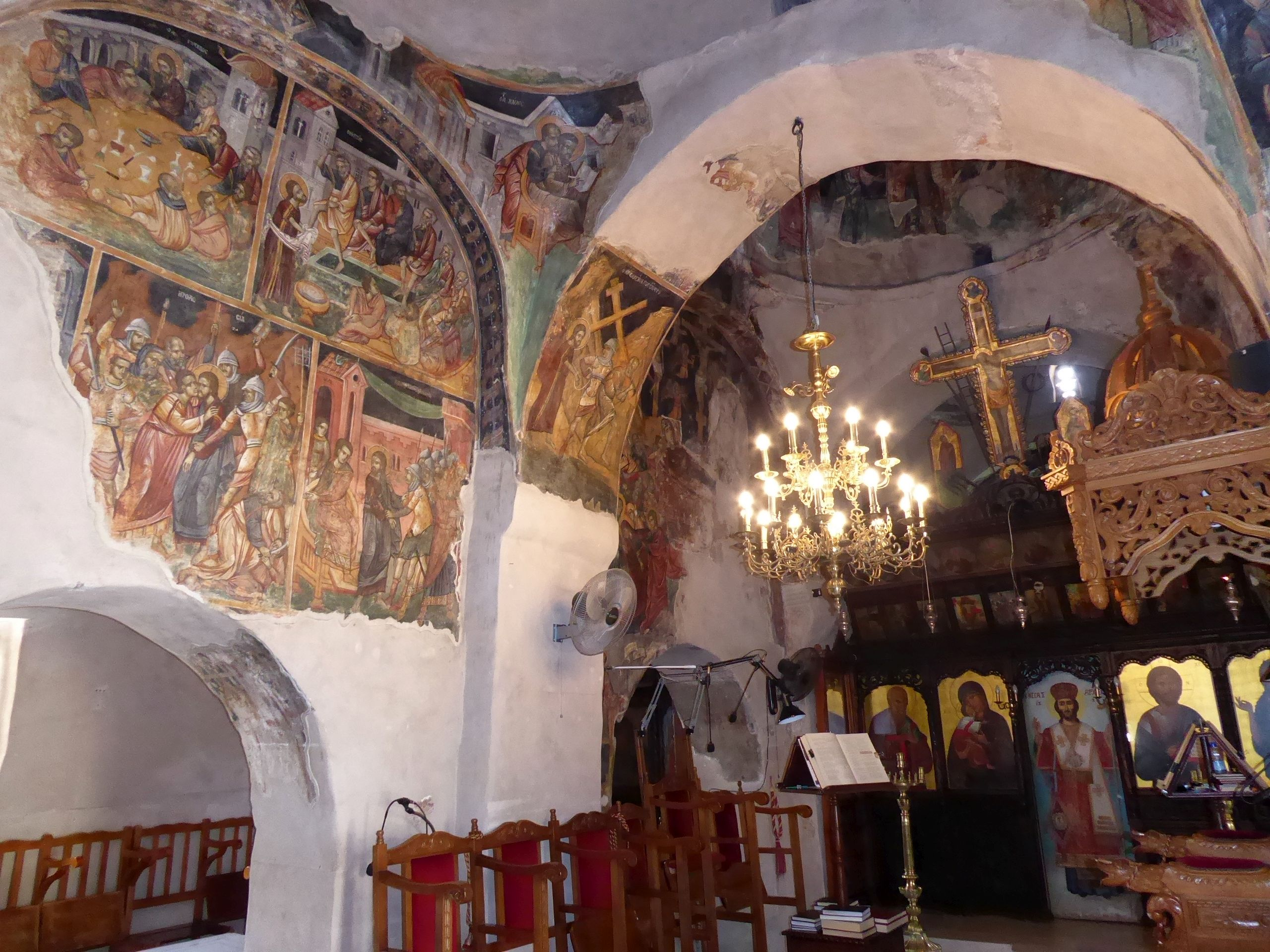
Wnętrze kościoła

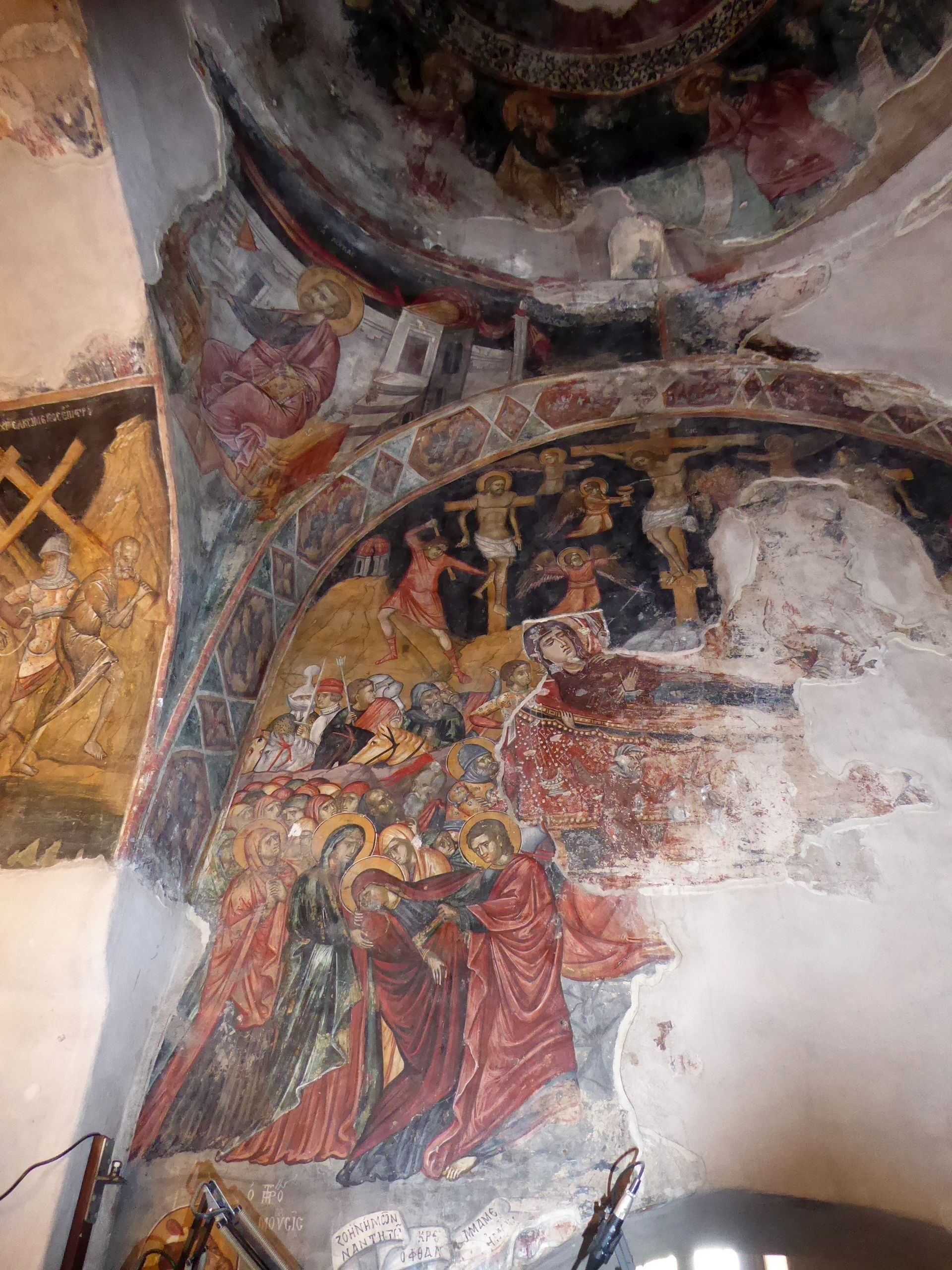
XII-wieczne przedstawienie Zaśnięcia Matki Bożej, odsłonięte spod XV-wiecznej sceny Ukrzyżowania

Ściany cerkwi są dekorowane freskami powstałymi od VIII do XV wieku. Najstarszym malowidłem, odkrytym podczas dokonanej w latach 70. XX wieku renowacji, jest monochromatyczny, czerwonawy wizerunek krzyża, znajdujący się na południowej ścianie nawy północnej i namalowany wprost na kamieniu. Częściowo zachowany fresk na wschodniej kopule nawy głównej przedstawia duży krzyż w otoczeniu dekoracji złożonej z motywów geometrycznych i stylizowanej roślinności. Brak przedstawień osób pozwala przypuszczać, że malowidło powstało w okresie ikonoklazmu, a tym samym określić najpóźniejszą datę zakończenia budowy kościoła na rok 843.
Podczas renowacji odkryto też kilka fragmentarycznie zachowanych malowideł z X wieku. Z wieku XII pochodzi przedstawienie Zaśnięcia Matki Bożej na ścianie ponad łukiem między nawą główną a północną, odsłonięte spod XV-wiecznej sceny Ukrzyżowania.
Sklepienie centralnej kopuły ozdobione jest freskiem modlącej się Matki Boskiej. Z kolei przedstawienia Ostatniej Wieczerzy, Jezusa umywającego stopy Apostołom i zdrady Judasza datowane z okresu panowania dynastii Lusignanów znajdują się naprzeciw południowego wejścia.
Dekorację ścian cerkwi zakończono w XV wieku. 
Na ten sam okres jest datowana przenośna dwustronna ikona z przedstawieniem Matki Bożej z Dzieciątkiem w typie Hodegetrii oraz sceną Ukrzyżowania z drugiej strony.